# Gornja Gračenica
Gornja Gračenica är en ort i Kroatien.   Den ligger i länet Moslavina, i den östra delen av landet, 70 km sydost om huvudstaden Zagreb. Gornja Gračenica ligger 112 meter över havet och antalet invånare är 954.
Terrängen runt Gornja Gračenica är platt. Runt Gornja Gračenica är det ganska glesbefolkat, med 31 invånare per kvadratkilometer. Närmaste större samhälle är Kutina, 7,9 km sydost om Gornja Gračenica. Trakten runt Gornja Gračenica består till största delen av jordbruksmark.